# Kinguin PTW 3: Legends
KINGUIN PTW #3: LEGENDS – gala wrestlingu wyprodukowana przez federację i z zawodnikami Prime Time Wrestling. Odbyła się 26 listopada 2022 na hali OSiR Bemowo w Warszawie. Emitowana była na żywo za pośrednictwem serwisów YouTube, DAZN oraz FITE w językach polskim i angielskim. Była to trzecia duża gala organizowana przez federację. Sponsorem głównym gali była platforma dystrybucji cyfrowej Kinguin.
Na gali odbyło się osiem walk. W walce wieczoru, Matt Sydal pokonał Samuraya Del Sol. W innych ważnych walkach, Joe Hendry obronił Impact Digital Media Championship w walce z Trentem Sevenem, Sinister pokonał „Starboy” Nano Lopeza w Last Man Standing matchu, Justin Joy pokonał Axela Foxa w No Disqualification matchu, a Myla Grace pokonała Dianę Strong i Xię Brookside w three-way matchu.

## Produkcja i rywalizacje
LEGENDS oferowało walki profesjonalnego wrestlingu na bazie wyreżyserowanych rywalizacji (storyline'ów). Wrestlerzy są przedstawieni jako heele (negatywni, źli zawodnicy i najczęściej wrogowie publiki) i face’owie (pozytywni, dobrzy i najczęściej ulubieńcy publiki), którzy rywalizują pomiędzy sobą w seriach walk mających budować napięcie. Kulminacją rywalizacji jest walka wrestlerska lub ich seria.

### PAKA vs. Pure Gold
Po przegranym pojedynku z Joe Hendrym na gali BLACKOUT Gabriel Queen zwolnił swego dotychczasowego ochroniarza, Taxi Złotówę, z powodu niekompetencji, która doprowadziła do jego porażki. Na następnych galach z cyklu Underground po kolejnych porażkach w starciach z Krampusem oraz Tarasem, nawiązał on stałą współpracę z również zmagającym się z serią porażek Vickiem Goldenem tworząc tag team Pure Gold. Niepokonani w walkach drużynowych (między innymi z The Bright Lights, czy w 2-on-1 handicap matchu z Nano Lopezem), rozpoczęli swoją rywalizację z do tej pory najpopularniejszą grupą w federacji, PAKĄ, o miano najlepszej drużyny w PTW i potencjalnych pierwszych zdobywców PTW Tag Team Championship.

### Robert Star vs. Puncher
Po gali BLACKOUT Dawid "Puncher" Seńko rozpoczął długą serię zwycięskich pojedynków na galach Underground, dominując w każdej walce. Twierdząc, że udowadnia swą "dominację genetyczną" nad przeciwnikami - w szczególności nad tymi pochodzącymi zza granicy - zapoczątkował swą rywalizację z "Polskim Ogierem" Robertem Starem. Konflikt sprowokowany był między innymi faktem działalności Roberta poza granicami Polski, jako zawodnika występującego w zagranicznych federacjach (w szczególności w Danii). Rywalizacja zaostrzyła się, gdy w trakcie walki Puncher vs Marcelito na gali PTW Underground 9 Robert Star interweniował w pojedynku odwracając uwagę Punchera, co wykorzystał skazywany na porażkę Marcelito, wygrywając pojedynek i kończąc zaskakująco serię Punchera.

### Justin Joy vs. Axel Fox
Po przegranym przez Axela Foxa pojedynku na gali BLACKOUT, rywalizacja między nim a dawnym przyjacielem i mentorem nie wygasła. Zawodnicy regularnie w trakcie gal Underground interweniowali w swoich walkach, oraz wspominali o sobie w wypowiedziach, lecz Justin Joy wyraźnie starał się unikać oponenta tłumacząc, że był on jedynie kolejnym przeciwnikiem, którego zdominował. Ważnym momentem dla Axela Foxa było przerwanie serii porażek w ringu Prime Time Wrestling w walce z Syriuszem Dziedzicem, co odbudowało jego pozycję i doprowadziło do zapowiedzenia kolejnego pojedynku między nim a Justinem Joyem na organizowanej w ramach konwentu RYUCON na krakowskiej Tauron Arenie gali PTW X RYUCON. W pojedynku jeden na jednego Axel Fox wygrał, niespodziewanie wykorzystując moment nieuwagi Justina, w wyniku czego ich oficjalny rekord wykazywał remis. Doprowadziło to do zapowiedzi ostatecznego starcia - bez dyskwalifikacji - między dwójką zawodników na gali LEGENDS.

## Wyniki walk
| Nr                                 | Wyniki                                                                                      | Stypulacje                                        | Czas  |
| ---------------------------------- | ------------------------------------------------------------------------------------------- | ------------------------------------------------- | ----- |
| 1                                  | Pure Gold (Gabriel Queen i Vic Golden) pokonali PAKĘ (Disco Pablo i Tarasa) poprzez pinfall | Tag team match                                    | 8:11  |
| 2                                  | Marty Scurll pokonał Primate’a poprzez submission                                           | Singles match                                     | 10:01 |
| 3                                  | Myla Grace pokonała Dianę Strong i Xię Brookside poprzez pinfall                            | Three-way match                                   | 6:08  |
| 4                                  | Justin Joy pokonał Axela Foxa poprzez pinfall                                               | No Disqualification match                         | 14:59 |
| 5                                  | Puncher pokonał Roberta Stara poprzez pinfall                                               | Singles match                                     | 7:02  |
| 6                                  | Joe Hendry (c) pokonał Trenta Sevena poprzez pinfall                                        | Singles match o Impact Digital Media Championship | 11:00 |
| 7                                  | Sinister pokonał Nano Lopeza                                                                | Last Man Standing match                           | 18:12 |
| 8                                  | Samuray Del Sol pokonał Matta Sydala poprzez pinfall                                        | Singles match                                     | 13:55 |
| (c) – mistrz/mistrzyni przed walką |                                                                                             |                                                   |       |